# 산마리노 고대 무기 박물관

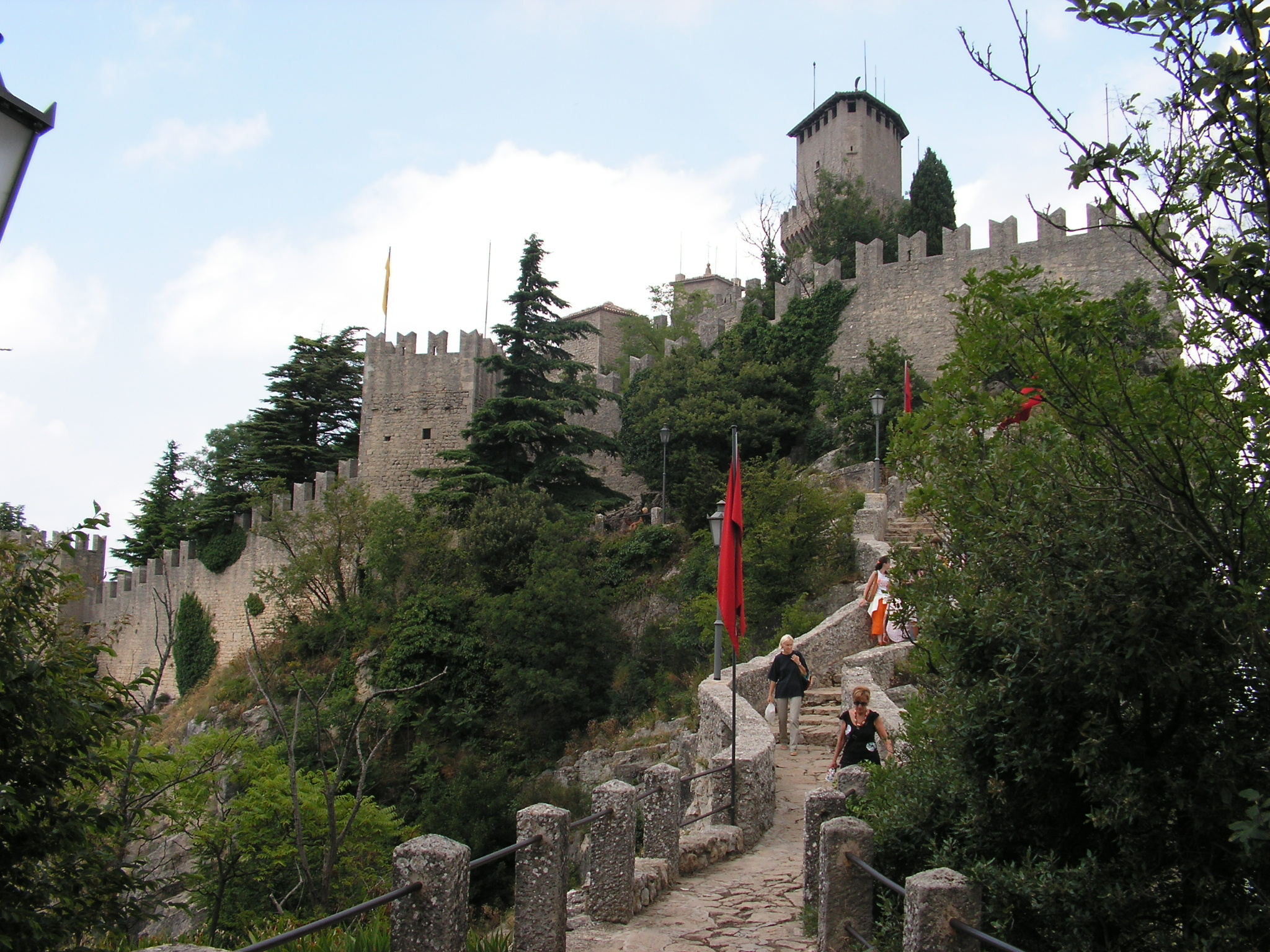
산마리노 고대 무기 박물관

산마리노 고대 무기 박물관(Museo delle armi antiche di San Marino)은 산마리노 산마리노 시의 세콘다 토레에 있는 무기 박물관이다. 1956년 수집가 조반니 카를로 조르제티에 의해 설립되었다. 고대의 무기, 갑옷 등을 전시하고 있다.